# المدرسة الأمريكية ثنائية اللغة (الكويت)
المدرسة الأمريكية ثنائية اللغة هي مدرسة أمريكية دولية تقع في خيطان, الكويت. تأسست المدرسة في عام 2006. تدرس جميع الفئات العمرية من الإبتدائية إلى الثانوية. المنهج التعليمي للمدرسة يقوم على كل من المنهج الأمريكي وكذلك المنهج الموضوع من قبل وزارة التربية والتعليم الكويتية.

## الاعتماد الدولي
تم اعتماد «المدرسة الأمريكية ثنائية اللغة» من قبل كل من:
- مجلس المدارس الدولية (CIS)
- جمعية نيو إنجلاند للمدارس والكليات (NEASC).
- رابطة الولايات الوسطى للكليات والمدارس (MSA).

## الروابط الخارجية
1. ↑  المدرسة الأمريكية ثنائية اللغة في الكويت،دليل كيو التجاري. نسخة محفوظة 24 ديسمبر 2015 على موقع واي باك مشين.
2. ↑  الاعتماد الدولي، abs. [وصلة مكسورة] نسخة محفوظة 24 ديسمبر 2015 على موقع واي باك مشين.

- «الدولي» يستقبل طلبة المدرسة الأمريكية ثنائية اللغة الوطن (جريدة كويتية)